# Agencia de la Casa Imperial
La Agencia de la Casa Imperial (宮内庁 kunaichō?) es la agencia japonesa que se encarga de la administración de la Familia imperial japonesa.
La sede de la agencia se encuentra dentro del recinto del Palacio Imperial de Japón en Tokio.

## Historia
Antes de la Segunda Guerra Mundial, era conocida como Ministerio de la Casa Imperial (宮内省 Kunaishō?).
La organización y funciones de la Casa Imperial se establecieron en el siglo VIII d. C. Los elementos fundamentales de este sistema se desarrollaron durante el curso de los siglos.
Las estructuras básicas se mantuvieron hasta la Era Meiji, y algunos elementos de la antigua plantilla de la organización siguen siendo:
2001-presente
La Agencia se convirtió en una agencia externa de la Oficina del Gabinete de Japón.
1949-2001
La agencia fue el nuevo nombre de Oficina de la Casa Imperial, y la casa imperial se convirtió en una agencia externa de primer ministro del Japón.
1947-1949
La Oficina de la Casa Imperial se organizó bajo la Ley de la Casa Imperial de 1947.
Esta ley acompañó a la Constitución de Japón que fue aprobada durante la ocupación aliada.
1889-1947
El Ministerio de la Familia Imperial se organizó bajo la Ley de la Casa Imperial de 1889, y la Constitución Meiji.
701-1889
El Ministerio de la Casa Imperial se organizó bajo el Código Taihō, que fue adoptada en durante el reinado del Emperador Monmu.

## Estructura
El Gran intendente está encargado de supervisar todas las actividades de la agencia en la actualidad.
|  |  |  |  | Gran intendente |  |  |  |                                |  |  |  |  |  |  |  |  |  |  |  |  |  |  |  |  |  |  |  |
|  |  |  |  |                 |  |  |  |                                |  |  |  |  |  |  |  |  |  |  |  |  |  |  |  |  |  |  |  |
|  |  |  |  |                 |  |  |  | Secretaría del Gran intendente |  |  |  |  |  |  |  |  |  |  |  |  |  |  |  |  |  |  |  |
|  |  |  |  |                 |  |  |  |                                |  |  |  |  |  |  |  |  |  |  |  |  |  |  |  |  |  |  |  |
|  |  |  |  |                 |  |  |  |                                |  |  |  |  |  |  |  |  |  |  |  |  |  |  |  |  |  |  |  |
|  |  |  |  |                 |  |  |  | Junta de Chambelanes           |  |  |  |  |  |  |  |  |  |  |  |  |  |  |  |  |  |  |  |
|  |  |  |  |                 |  |  |  |                                |  |  |  |  |  |  |  |  |  |  |  |  |  |  |  |  |  |  |  |
|  |  |  |  |                 |  |  |  |                                |  |  |  |  |  |  |  |  |  |  |  |  |  |  |  |  |  |  |  |
|  |  |  |  |                 |  |  |  | Casa del Príncipe Heredero     |  |  |  |  |  |  |  |  |  |  |  |  |  |  |  |  |  |  |  |
|  |  |  |  |                 |  |  |  |                                |  |  |  |  |  |  |  |  |  |  |  |  |  |  |  |  |  |  |  |
|  |  |  |  |                 |  |  |  |                                |  |  |  |  |  |  |  |  |  |  |  |  |  |  |  |  |  |  |  |
|  |  |  |  |                 |  |  |  | Junta de Ceremonias            |  |  |  |  |  |  |  |  |  |  |  |  |  |  |  |  |  |  |  |
|  |  |  |  |                 |  |  |  |                                |  |  |  |  |  |  |  |  |  |  |  |  |  |  |  |  |  |  |  |
|  |  |  |  |                 |  |  |  |                                |  |  |  |  |  |  |  |  |  |  |  |  |  |  |  |  |  |  |  |
|  |  |  |  |                 |  |  |  | Archivos y Mausoleos           |  |  |  |  |  |  |  |  |  |  |  |  |  |  |  |  |  |  |  |
|  |  |  |  |                 |  |  |  |                                |  |  |  |  |  |  |  |  |  |  |  |  |  |  |  |  |  |  |  |
|  |  |  |  |                 |  |  |  |                                |  |  |  |  |  |  |  |  |  |  |  |  |  |  |  |  |  |  |  |
|  |  |  |  |                 |  |  |  | Mantenimiento y Obras          |  |  |  |  |  |  |  |  |  |  |  |  |  |  |  |  |  |  |  |
|  |  |  |  |                 |  |  |  |                                |  |  |  |  |  |  |  |  |  |  |  |  |  |  |  |  |  |  |  |
|  |  |  |  |                 |  |  |  |                                |  |  |  |  |  |  |  |  |  |  |  |  |  |  |  |  |  |  |  |
|  |  |  |  |                 |  |  |  | Oficina de Kyoto               |  |  |  |  |  |  |  |  |  |  |  |  |  |  |  |  |  |  |  |
|  |  |  |  |                 |  |  |  |                                |  |  |  |  |  |  |  |  |  |  |  |  |  |  |  |  |  |  |  |

## Gran Sello de la Nación japonesa

El Sello del Estado de Japón. Los kanjis 大 日本国 玺 (Gran Sello de la Nación japonesa) están tallados en caligrafía 篆书 (tensho)

La agencia mantiene el Sello Privado de Japón y el Sello del Estado de Japón.